# Hans Fenz
Hans Fenz (* 2. Februar 1879 in Böhmisch-Rudoletz; † nach 1927; auch Johann Fenz) war ein österreichischer Architekt.

## Leben
Hans Fenz’ Eltern waren Johanna Fenz, geborene Lamprecht, und der Plachenmacher und Schneidermeister Johann Fenz. Schon als Jugendlicher dürfte er unter gesundheitlichen Problemen gelitten haben. Wegen allgemeiner Schwäche musste er keinen Wehrdienst leisten.
Fenz arbeitete zunächst als Hilfsarbeiter im Baugewerbe. Obwohl für ihn keine andere Ausbildung als ein Besuch der Volksschule nachweisbar ist, trat er in Wien ab Anfang des 20. Jahrhunderts erfolgreich als Architekt auf. Das erste von Hans Fenz entworfene Gebäude war ein Miethaus in Wien-Währing im Jahr 1904. Im selben Jahr unternahm er einen Selbstmordversuch. Der großgewachsene, schlanke und blonde Mann trug davon eine Narbe über dem linken Auge davon. Im Jänner 1911 und erneut im April 1912 verschwand er plötzlich und wurde von seiner Familie, die einen erneuten Selbstmordversuch befürchtete, als abgängig gemeldet. Fenz war verheiratet. Die Ehe endete in Scheidung.
Bis zum Ersten Weltkrieg plante Hans Fenz weitere Miethäuser in Wien. Seine Arbeiten gelten insgesamt als ästhetisch gewinnend und solide. Anders als damals üblich gehörte Fenz keinem Architektenverein an. 1913 trat er als Mitglied eines Ehrenpräsidiums auf, das sich um einen Ausbau der Rosenkranzkirche in Wien-Hetzendorf bemühte. Er hatte in Hetzendorf selbst mehrere Häuser entworfen. 1917 war er privat in Pflege. Nach dem Ersten Weltkrieg schien Fenz als Geschäftsführer der Deutsch-österreichischen Baugesellschaft m.b.H. auf.
Fenz, der seinen Wohnsitz häufig wechselte, meldete sich 1927 aus Wien ab. Sein weiteres Schicksal ist unbekannt.

## Werke
| Foto |                 | Baujahr   | Name                                   | Standort                                                   | Beschreibung | Metadaten                  |
| ---- | --------------- | --------- | -------------------------------------- | ---------------------------------------------------------- | --- | -------------------------- |
| ja   | Datei hochladen | 1904      | Miethaus Semperstraße 29               | Wien 18, Semperstraße 29 Standort                          | Das Miethaus in Währing ist ein Doppeltrakter mit Verbindungstrakt. Die Fassade ist im Secessionsstil gestaltet. | P84(Architekt): P131(Ort): |
| ja   | Datei hochladen | 1909      | Wohn- und Geschäftshaus Burggasse 122A | Wien 7, Burggasse 122A Standort                            | Die bemerkenswert nüchterne Fassade des Schottenfelder Straßentrakters ist mit Gitterbalkonen gegliedert. Das Foyer ist stuckiert. | P84(Architekt): P131(Ort): |
| ja   | Datei hochladen | 1911      | Austria-Garage                         | Wien 5, Nikolsdorfer Gasse 23 Standort                     | Die Garage in Nikolsdorf bot zum Zeitpunkt ihrer Eröffnung Platz für einhundert Automobile auf zwei Ebenen. Zur Anlage gehören Büros und Chaffeurwohnungen. Die Fassade weist eine flache Gliederung auf.                                        | P84(Architekt): P131(Ort): |
| ja   | Datei hochladen | 1912      | Zita-Heim                              | Wien 12, Strohberggasse 14–16 / Belghofergasse 45 Standort | Das in Hetzendorf gelegene Heimatstil-Eckhaus, eine Villa in Randbebauung, ist üppig mit Balkonen, Erkern, Giebeln und Rundungen gegliedert. Das Vestibül ist verfliest.                                                                         | P84(Architekt): P131(Ort): |
| ja   | Datei hochladen | 1911–1912 | Miethaus Belghofergasse 46             | Wien 12, Belghofergasse 46 / Strohberggasse 10–12 Standort | Das monumentale, freistehende Miethaus in Hetzendorf weist vieleckige Erker und Rosengirlanden auf. Es wird von einem aufgestockten Mansardwalmdach abgeschlossen. Anmerkung: Die Gestaltung ist identisch mit Fenz’ Miethaus Belghofergasse 48. | P84(Architekt): P131(Ort): |
| ja   | Datei hochladen | 1911–1912 | Miethaus Belghofergasse 48             | Wien 12, Belghofergasse 48 Standort                        | Das monumentale, freistehende Miethaus in Hetzendorf weist vieleckige Erker und Rosengirlanden auf. Es wird von einem aufgestockten Mansardwalmdach abgeschlossen. Anmerkung: Die Gestaltung ist identisch mit Fenz’ Miethaus Belghofergasse 46. | P84(Architekt): P131(Ort): |
| ja   | Datei hochladen | 1913      | Miethaus Davidgasse 6                  | Wien 10, Davidgasse 6 / Leibnizgasse 29 Standort           | Die Fassade des Favoritner Miethauses ist im Secessionsstil gestaltet. | P84(Architekt): P131(Ort): |